# Aleuas paranensis
Aleuas paranensis är en insektsart som beskrevs av Frédéric Carbonell 2008. Aleuas paranensis ingår i släktet Aleuas och familjen gräshoppor. Inga underarter finns listade i Catalogue of Life.